# Das große Hessenquiz
Das hessenquiz mit Jörg Bombach (bis Januar 2016: Das große Hessenquiz) war eine auf die verschiedenen Regionen Hessens bezogene Ratesendung, die regelmäßig im hr-fernsehen von 2005 bis 2019 gesendet wurde. Der Sieger des Quiz gewann eine Reise; die ausgeschiedenen Kandidaten erhielten einen Trostpreis. Die Sendung wurde im Fernsehstudio 1 des Hessischen Rundfunks im Funkhaus am Dornbusch in Frankfurt am Main voraufgezeichnet.
Ab dem 28. Februar 2016 wurde die Sendung aus einer erneuerten Studiodekoration gesendet, die von dem international renommierten Set-Designer Florian Wieder entworfen wurde. Ab diesem Zeitpunkt lautete der offizielle Sendungstitel nur noch „hessenquiz“.

## Ablauf
Es gab im Spiel drei Fragerunden mit jeweils fünf (in der dritten Runde sechs) Fragen zu den unterschiedlichen Themen. Zu jeder Frage gab es vier Antwortmöglichkeiten mit einer richtigen Antwort. Die Kandidaten hatten 15 Sekunden Zeit zum Überlegen, um dann ihre Antwort in den Computer einzugeben. Für die richtige Antwort erhielten die Kandidaten 50 Punkte. Zwei Joker standen jedem der Kandidaten zur Verfügung. Der erste war der Publikumsjoker, bei dem zufällig ein Zuschauer im Publikum ausgewählt wurde, der dem Setzer des Jokers helfen sollte. Wenn die Antwort richtig war, gewann der Zuschauer 50 €. Der zweite Joker war der Risikojoker, den jeder Kandidat setzen konnte, wenn er sich mit einem Thema gut auskannte. Die Frage wurde ausschließlich diesem Kandidaten gestellt. Wenn er die richtige Antwort gab, erhielt er 150 Punkte, ansonsten wurden 150 Punkte abgezogen. Nach jeder Fragerunde schied der Spieler mit den wenigsten Punkten aus und erhielt das Spiel zum großen Hessenquiz oder das Buch zum großen Hessenquiz. Gab es mehrere mit der geringsten Punktzahl, wurde diesen eine Schätzfrage gestellt. Der Sieger des Hessenquiz erhielt einen Pokal und gewann eine Reise.

### Erste Runde
Die erste Fragerunde bestand aus relativ leichten Fragen.
1. Stadt/Land/Fluss
Diese Frage hatte erdkundlichen Hintergrund. Es wurden beispielsweise Standorte von Städten, Namen von Bergen und Grenzflüsse erfragt.
2. Macht und Macher
Bei dieser Frage ging es um die aktuelle politische Lage, um einstige Herrscher von Hessen oder Bezirken, oder um hessische Firmen und Erwirtschaftungen.
3. Klatsch und Leute
Hier wurden aufsehenerregende Themen und solche, wie sie in Klatschzeitungen zu lesen sind, erfragt. Dazu gehörten auch skurrile Verwandtschaftsverhältnisse bekannter Hessen oder Veranstaltungen wie die documenta.
4. Vergissmeinnicht
Bei der vorletzten Frage der ersten Runde ging es um vergangene Ereignisse oder alte Bauwerke mit fast vergessenen Tatsachen. Oft wurde auch nach der Herkunft eines Namens gefragt.
5. Mundart
Zum letzten Thema wurde die Bedeutung eines mundartlichen Wortes oder Spruches erfragt.

### Zweite Runde
1. Wo bin ich ? oder Was bin ich?
Den Kandidaten wurde ein Film gezeigt, in dem Passanten eine Stadt in Hessen beschrieben, indem sie Sehenswürdigkeiten oder historische Ereignisse nannten. Während des Films konnten sich die Kandidaten einbuzzern und ihren Tipp für die Lösung abgeben. Bei richtiger Antwort gab es 150 Punkte, bei falscher Antwort wurde nichts abgezogen, allerdings durfte der Kandidat bei dieser Frage nicht mehr mitspielen und stand im Dunklen und die anderen beiden Kandidaten hatten die Möglichkeit, bei weiterlaufendem Film die richtige Lösung zu finden. Antworten alle drei Kandidaten falsch, gab es keine Punkte für die Frage.
Den Kandidaten wurde von Grundschülern aus Hessen ein Märchen beschrieben. Es wurden dabei nur Informationen und Eckdaten des Märchens genannt. Während des Films konnten sich die Kandidaten einbuzzern und ihren Tipp für die Lösung abgeben. Bei richtiger Antwort gab es 150 Punkte, bei falscher Antwort wurde nichts abgezogen, allerdings durfte der Kandidat bei dieser Frage nicht mehr mitspielen und stand im Dunklen und die anderen beiden Kandidaten hatten die Möglichkeit, bei weiterlaufendem Film die richtige Lösung zu finden. Antworteten alle drei Kandidaten falsch, gab es keine Punkte für die Frage.
Bei beiden Varianten galt auch die Regel: Wenn der Film zu Ende lief und keine richtige Lösung genannt wurde, wurde eine offene Frage daraus gemacht, für deren richtige Lösung es 50 Punkte gab. Mitraten durften auch hier nur die Kandidaten, die noch während des Films im Spiel waren.
2. Macht und Macher (siehe erste Runde)
3. Klatsch und Leute (siehe erste Runde)
4. Vergissmeinnicht
Hier wurde ein Video eines historischen Momentes gezeigt, zu dem man im Nachhinein eine Frage gestellt bekam.
5. Mundart (siehe erste Runde)

### Dritte Runde
1. Tiergeräusch
Die erste Runde begann mit einem Tierlaut, das abgespielt wurde und zu dem die übrigen zwei Kandidaten den Verursacher erraten mussten.
2.–5.(weiter wie in den Runden davor, beginnend mit Stadt/Land/Fluss)
6. Mundart
Im Unterschied zu den Runden davor wurde hier eine Videosequenz abgespielt, in der ein Hesse einen Satz sprach. Die Frage handelte dann von der Aussage dieses Satzes. Zur Auflösung wurde die Sequenz wiederholt, jedoch mit hochdeutschem Untertitel.